# Жъ
Жъ, жъ — кириллический диграф, используемый в адыгейском и удинском языках.

## Использование
Адыгейский кириллический алфавит был составлен в 1937 году лингвистами Николаем Феофановичем Яковлевым и Даудом Алиевичем Ашхамафом. Долгое время специалисты не могли прийти к единому мнению в вопросе о том, какие из ди- и триграфов считать отдельными буквами. Со временем сложился консенсус, что отдельными буквами считаются 66 знаков адыгейской письменности, и это нашло законодательное закрепление в 1989 году.
В 1974 году лингвист Ворошил Левонович Гукасян составил удинский алфавит на основе кириллицы, однако диграф Жъ в нём отсутствовал, вместо него использовался диграф ЖӀ. В 2013 году в России был выпущен букварь удинского языка, где был использован модифицированный алфавит Гукасяна. 
С помощью диграфа в адыгейском языке передаётся звонкий ретрофлексный сибилянт [ʐ].
Пример использования в адыгейском языке: Жъажъэ — медлительный. В удинском языке диграф используется в частности в слове жъол — «пробка».